# Dinamo Barnauł
Dinamo Barnauł (ros. Футбольный клуб «Динамо» Барнаул, Futbolnyj Kłub "Dinamo" Barnauł) – rosyjski klub piłkarski z miasta Barnauł, w Kraju Ałtajskim.

## Historia
Chronologia nazw:
- 1957—1959: Urożaj Barnauł (ros. «Урожай» Барнаул)
- 1960—1969: Tiemp Barnauł (ros. «Темп» Барнаул)
- 1970—...: Dinamo Barnauł (ros. «Динамо» Барнаул)

Piłkarska drużyna Dinamo została założona w 1957 w Barnaule, chociaż wcześniej (1946) już występowała drużyna Traktor Barnauł. 2 czerwca 1957 rozegrał historyczny pierwszy mecz. Zespół debiutował w Klasie B Mistrzostw ZSRR, gdzie występował 6 sezonów, a w 1962 spadł do niższej ligi.
W 1965 klub zajął trzecie miejsce w swojej grupie i awansował do Drugiej grupy A, podgrupy 3. W 1969 zajął 23. miejsce i spadł do Drugiej Ligi, w której występował do 1992.
W Mistrzostwach Rosji klub występował najpierw w Pierwszej Lidze, ale po dwóch sezonach spadł do Drugiej Ligi. Dopiero w 2008 awansował do Pierwszej Dywizji, ale nie potrafił utrzymać w niej i z powrotem spadł do Drugiej Dywizji, grupy Wschodniej.

## Osiągnięcia
- 3. miejsce w Pierwszej Lidze ZSRR: 1958
- 1/16 finału w Pucharze ZSRR: 1967
- 12. miejsce w Rosyjskiej Pierwszej Dywizji: 1992
- 1/16 finału w Pucharze Rosji: 1992